# 山内豊泰
山内 豊泰（やまうち とよやす）は、江戸時代中期から後期にかけての大名。土佐新田藩2代藩主。
土佐藩8代藩主・山内豊敷の五男。

## 略歴
新田藩の初代藩主山内豊産の実子の豊毅や豊秀が早世していたため、天明元年（1781年）2月に豊産の養嗣子となり、天明3年（1783年）5月21日の養父の隠居により跡を継いだ。
享和3年（1803年）7月6日、39歳で死去し、跡を長男・豊武が継いだ。

## 系譜
- 父：山内豊敷（1712-1768）
- 母：祥栄院
- 養父：山内豊産（1722-1791）
- 正室：貞操院 - 板倉勝武の娘
  - 長男：山内豊武（1786-1825）
- 生母不明の子女
  - 次男：山内豊保
  - 女子：永井尚監正室